# Johan Ludvig Heiberg (filolog)
Johan Ludvig Heiberg, född 27 november 1854 i Ålborg, död 4 januari 1928 i Köpenhamn, var en dansk filolog.
Heiberg blev 1876 filologie kandidat och 1879 filosofie doktor, var 1884-95 föreståndare för Borgerdydsskolen i Köpenhamn (från 1890 tillsammans med S.L. Tuxen) och blev 1895 professor vid Köpenhamns universitet. Han ägnade stort intresse åt den grekiska matematikens historia samt utgav Quæstiones Archimedeæ (gradualavhandling) och upplagor av Arkimedes (tre band, 1880–81), Euklides (sju band, 1883-96), Apollonios från Perga (två band, 1891), Simplicius (1894), Serenus (1896) och Klaudios Ptolemaios (tre band, 1898-1907) med latinsk översättning. 
Dessutom medverkade han till en utgåva av Euklides Elementa i arabisk bearbetning efter en handskrift i Leiden (I, 1897, II:1, 1906) och gjorde 1906 en viktig upptäckt genom att på en palimpsest läsa en hittills okänd, viktig skrift av Arkimedes. I flera specialavhandlingar lämnade han fullödiga bidrag till matematikens historia – bland annat Litteraturgeschichtliche Studien über Euklid (1882). 
Heiberg utgav även Religion og Moral (1911), Den hellige Porphyrios (1912), Sokrates' Udvikling (1913), Liv og Død i græsk Belysning (1915) och Fra Hellas (1920) samt en rad filologiska småskrifter av kulturhistorisk art: Kvindespørgsmaalet i det gamle Athen (1891), Eros (1895), Den attiske Komedies Frisprog (1899) samt två konsthistoriska planschverk, Attiske Gravmæler (1895) och Italien, spredte Studier og Rejseskitser (1904). 
Som motskrift till Johanne Luise Heibergs framställning av förhållandet mellan Peter Andreas Heiberg (var brorsons sonson han var) och Thomasine Gyllembourg utgav han "Breve fra P. A. Heiberg" (1883) och ställde sig avgjort på dennes sida i en avhandling i "Nordisk Tidskrift" (1883). Heiberg var 1900-08 medutgivare av Søren Kierkegaards samlade skrifter. Han var hedersdoktor vid flera utländska universitet och invaldes som ledamot av Videnskabernas Selskab 1883 och som utländsk ledamot av Vetenskapsakademien i Stockholm 1925.

## Utmärkelser
- Riddare av Dannebrogorden,  1907[2]
- Dannebrogsmännens hederstecken,  1916[2]
- Kommendör av Dannebrogorden,  1924[2]

[Redigera Wikidata]